# Kornhaus (Rorschach)
Das Kornhaus ist ein barockes Gebäude in der Schweizer Gemeinde Rorschach direkt am Bodensee. Es wurde zwischen 1746 und 1749 als Getreidespeicher durch den Architekten und Baumeister Johann Caspar Bagnato  für den Fürstabt Cölestin Gugger der Fürstabtei St. Gallen erstellt.

Das Kornhaus 1920

1908 wurde das Gebäude an die Stadt verkauft und diente weiterhin hauptsächlich als Lager. Langjährige Planungen zur Umnutzung wurden am Anfang des 21. Jahrhunderts nur teilweise umgesetzt. Das Gebäude beherbergt heute das Museum im Kornhaus.